# Progress 13
Progress 13 (ryska: Прогресс-13) var en sovjetisk obemannad rymdfarkost som levererade förnödenheter, syre, vatten och bränsle till den sovjetiska rymdstationen Saljut 7. Progress 13 var den första Progress att besöka Saljut 7.
Progress farkosten sköts upp från Kosmodromen i Bajkonur med en Sojuz-U-raket, den 23 maj 1982, den dockade med rymdstationen två dagar senare. Den lämnade rymdstationen, den 4 juni 1982 och brann upp i jordens atmosfär två dagar senare.

### Fotnoter
1. ↑  ”NASA Space Science Data Coordinated Archive” (på engelska). NASA. https://nssdc.gsfc.nasa.gov/nmc/spacecraft/display.action?id=1982-047A. Läst 1 mars 2020.
2. ↑  Manned Astronautics - Figures & Facts Arkiverad 25 augusti 2009 hämtat från the Wayback Machine., läst 15 juli 2016.